# Tippeligaen 2006
 Tippeligaen 2006 var Norges högsta division i fotboll för herrar säsongen 2006 och löpte från 9 april till 5 november 2006 och var den 16:e säsongen som Norges högsta division i fotboll för herrar kallades Tippeligaen. Stabæk och Sandefjord var nykomlingar. 
- Säsongens första mål gjordes av Stian Ohr efter 17 minuter i matchen mellan Molde och Tromsø.

- Säsongens första gula kort fick Kjetil Wæhler efter 22 minuter i matchen mellan Vålerenga och Odd Grenland.

- Säsongens första röda kort fick Daniel Berg Hestad efter 74 minuter i matchen mellan Molde och Tromsø.

## Tabeller

### Poängtabell
| Nr | Lag               | S  | V  | O | F  | GM | IM | MS  | P  |
| -- | ----------------- | -- | -- | - | -- | -- | -- | --- | -- |
| 1  | Rosenborg BK      | 26 | 15 | 8 | 3  | 47 | 24 | +23 | 53 |
| 2  | SK Brann          | 26 | 14 | 4 | 8  | 39 | 36 | +3  | 46 |
| 3  | Vålerenga IF (RL) | 26 | 13 | 5 | 8  | 43 | 28 | +15 | 44 |
| 4  | Lillestrøm SK     | 26 | 12 | 8 | 6  | 44 | 33 | +11 | 44 |
| 5  | Stabæk IF         | 26 | 10 | 9 | 7  | 54 | 36 | +18 | 39 |
| 6  | IK Start          | 26 | 10 | 7 | 9  | 29 | 32 | −3  | 37 |
| 7  | FK Lyn            | 26 | 10 | 5 | 11 | 33 | 36 | −3  | 35 |
| 8  | Fredrikstad FK    | 26 | 8  | 8 | 10 | 38 | 46 | −8  | 32 |
| 9  | Sandefjord        | 26 | 9  | 5 | 12 | 37 | 47 | −10 | 32 |
| 10 | Tromsø IL         | 26 | 8  | 5 | 13 | 33 | 39 | −6  | 29 |
| 11 | Viking FK         | 26 | 8  | 5 | 13 | 31 | 37 | −6  | 29 |
| 12 | Odd Grenland      | 26 | 7  | 8 | 11 | 30 | 38 | −8  | 29 |
| 13 | Hamarkameratene   | 26 | 7  | 7 | 12 | 35 | 39 | −4  | 28 |
| 14 | Molde FK          | 26 | 7  | 4 | 15 | 29 | 50 | −21 | 25 |

### Resultattabell
| Hemma \ Borta   | FKL | FFK | HAM | IKS | LSK | MFK | ODD | RBK | SAN | SKB | SIF | TIL | VFK | VIF |
| FK Lyn          | —   | 1–2 | 1–0 | 1–2 | 3–3 | 2–0 | 1–1 | 1–2 | 2–0 | 2–0 | 1–4 | 1–3 | 0–0 | 2–1 |
| Fredrikstad FK  | 1–2 | —   | 2–2 | 4–0 | 0–1 | 1–1 | 2–1 | 1–1 | 2–1 | 1–1 | 2–1 | 5–3 | 2–1 | 2–1 |
| Hamarkameratene | 1–0 | 3–1 | —   | 2–2 | 1–2 | 1–2 | 3–0 | 1–1 | 3–0 | 4–0 | 1–5 | 2–3 | 0–0 | 1–1 |
| IK Start        | 0–0 | 0–0 | 2–0 | —   | 2–0 | 3–2 | 2–1 | 2–1 | 0–2 | 0–1 | 1–0 | 1–1 | 3–1 | 1–2 |
| Lillestrøm SK   | 2–0 | 1–1 | 3–1 | 2–1 | —   | 3–0 | 2–2 | 3–3 | 1–2 | 2–0 | 2–2 | 1–2 | 3–1 | 2–1 |
| Molde FK        | 0–1 | 4–0 | 1–1 | 1–1 | 2–0 | —   | 2–0 | 0–2 | 2–3 | 0–2 | 1–3 | 3–1 | 3–1 | 0–3 |
| Odds BK         | 2–1 | 3–3 | 3–0 | 2–0 | 0–3 | 0–0 | —   | 0–4 | 3–1 | 1–3 | 0–1 | 3–2 | 0–1 | 3–2 |
| Rosenborg BK    | 2–1 | 1–0 | 0–3 | 3–0 | 3–1 | 0–1 | 1–1 | —   | 3–1 | 0–0 | 1–0 | 2–1 | 4–1 | 3–2 |
| Sandefjord      | 2–2 | 2–0 | 2–1 | 1–1 | 1–1 | 5–2 | 1–3 | 0–2 | —   | 0–2 | 3–1 | 1–0 | 3–2 | 0–2 |
| SK Brann        | 2–0 | 3–1 | 2–1 | 0–1 | 1–1 | 2–1 | 1–0 | 1–3 | 5–3 | —   | 2–2 | 2–1 | 2–0 | 3–1 |
| Stabæk IF       | 3–2 | 3–2 | 4–0 | 2–2 | 2–2 | 8–0 | 1–1 | 1–1 | 0–0 | 1–2 | —   | 3–1 | 1–1 | 2–2 |
| Tromsø IL       | 1–2 | 3–1 | 0–2 | 1–0 | 1–0 | 2–0 | 0–0 | 1–1 | 2–2 | 3–1 | 0–1 | —   | 0–0 | 0–1 |
| Viking FK       | 1–2 | 1–1 | 2–1 | 1–2 | 1–2 | 3–1 | 1–0 | 1–3 | 1–0 | 5–0 | 3–1 | 1–0 | —   | 1–2 |
| Vålerenga IF    | 1–2 | 5–1 | 0–0 | 1–0 | 0–1 | 2–0 | 0–0 | 0–0 | 4–1 | 2–1 | 3–1 | 3–1 | 1–0 | —   |

Odd Grenland slog Bryne med 3–0 hemma och 7–1 borta i två kvalmatcher och behöll platsen i Tippeligaen.

## Statistik

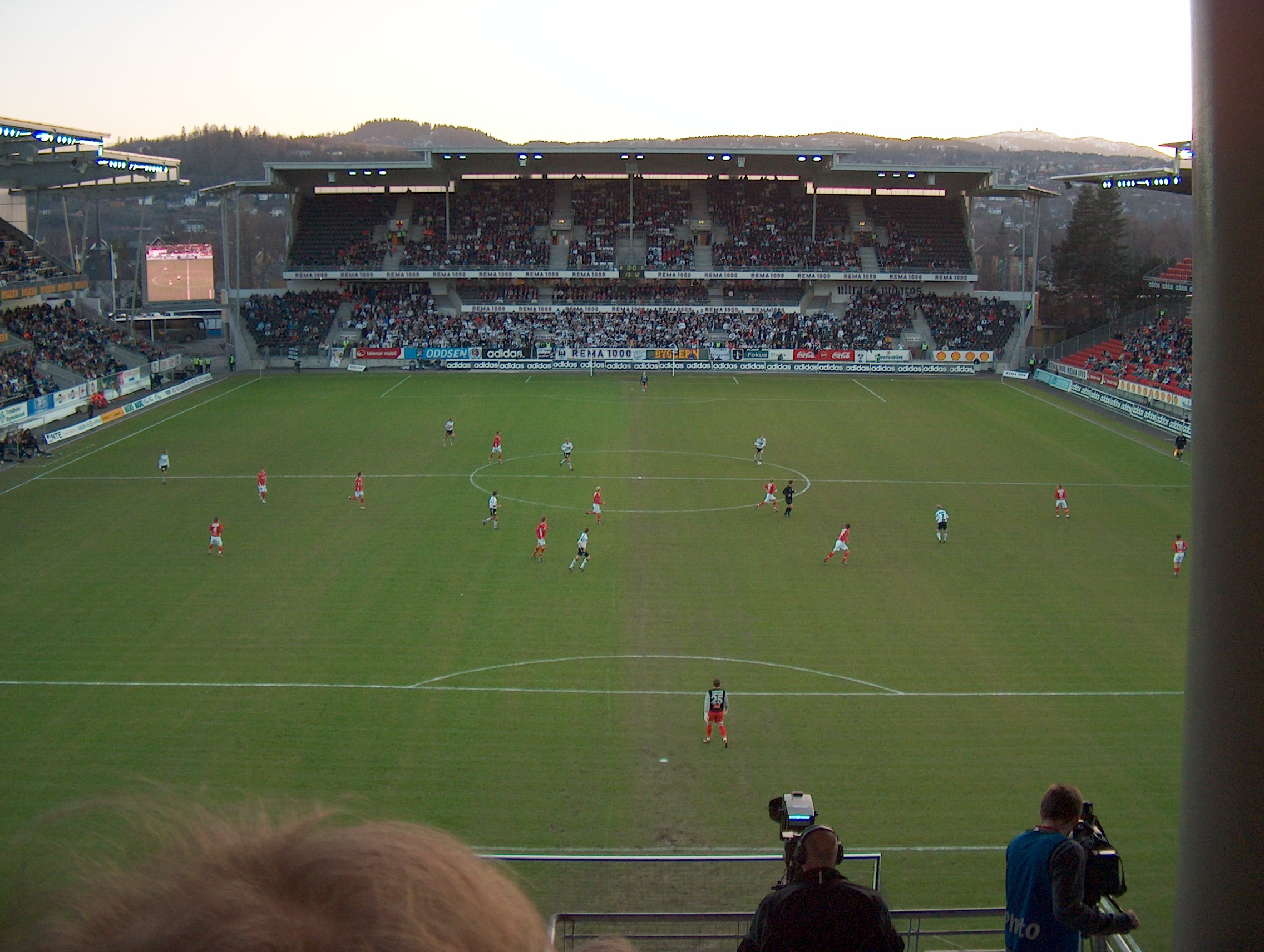
Lerkendal stadion; Rosenborg vann Tippeligaen 2006.

| Antal mål:              | 388                             |
| Totalt antal åskådare:  | 1 636 940                       |
| Åskådarsnitt per match: | 9 094                           |
| Högsta antal åskådare:  | 22 330 (Rosenborg–Odd omgång 8) |
| Lägst antal åskådare:   | 2 563 (Lyn–Molde omgång 16)     |
| Största seger:          | Stabæk–Molde 8–0                |
| Antal utvisningar:      | 19                              |
| Antal gula kort:        | 415                             |

### Klubbarnas budgetar
| Lag           | 2006                 | 2005              |  | Lag             | 2006            | 2005              |
| ------------- | -------------------- | ----------------- |  | --------------- | --------------- | ----------------- |
| Rosenborg BK  | Ca. 125 miljoner NOK | 120 miljoner NOK  |  | Tromsø IL       | 44 miljoner NOK | 32 miljoner NOK   |
| Vålerenga IF  | 88 miljoner NOK      | 60 miljoner NOK   |  | Molde FK        | 41 miljoner NOK | 39 miljoner NOK   |
| Viking FK     | 70 miljoner NOK      | 49 miljoner NOK   |  | Fredrikstad FK  | 40 miljoner NOK | 37 miljoner NOK   |
| SK Brann      | 60 miljoner NOK      | 50,5 miljoner NOK |  | Stabæk IF       | 38 miljoner NOK | 23 miljoner NOK   |
| Lillestrøm SK | 55 miljoner NOK      | 38 miljoner NOK   |  | Hamarkameratene | 35 miljoner NOK | 24,5 miljoner NOK |
| IK Start      | 49 miljoner NOK      | 28 miljoner NOK   |  | Odd Grenland    | 30 miljoner NOK | 23,5 miljoner NOK |
| FK Lyn        | 46 miljoner NOK      | 31 miljoner NOK   |  | Sandefjord      | 25 miljoner NOK | 11 miljoner NOK   |

- Talen för 2006 är inte slutliga. Sammanlagt för de 14 klubbarna låg budgeten å 743 miljoner NOK, mot 566,5 miljoner NOK 2005 för samma klubbar.

Källor:
- Alle klubbene øker Budgetet - Artikel hos Fædrelandsvennen.

## Domare

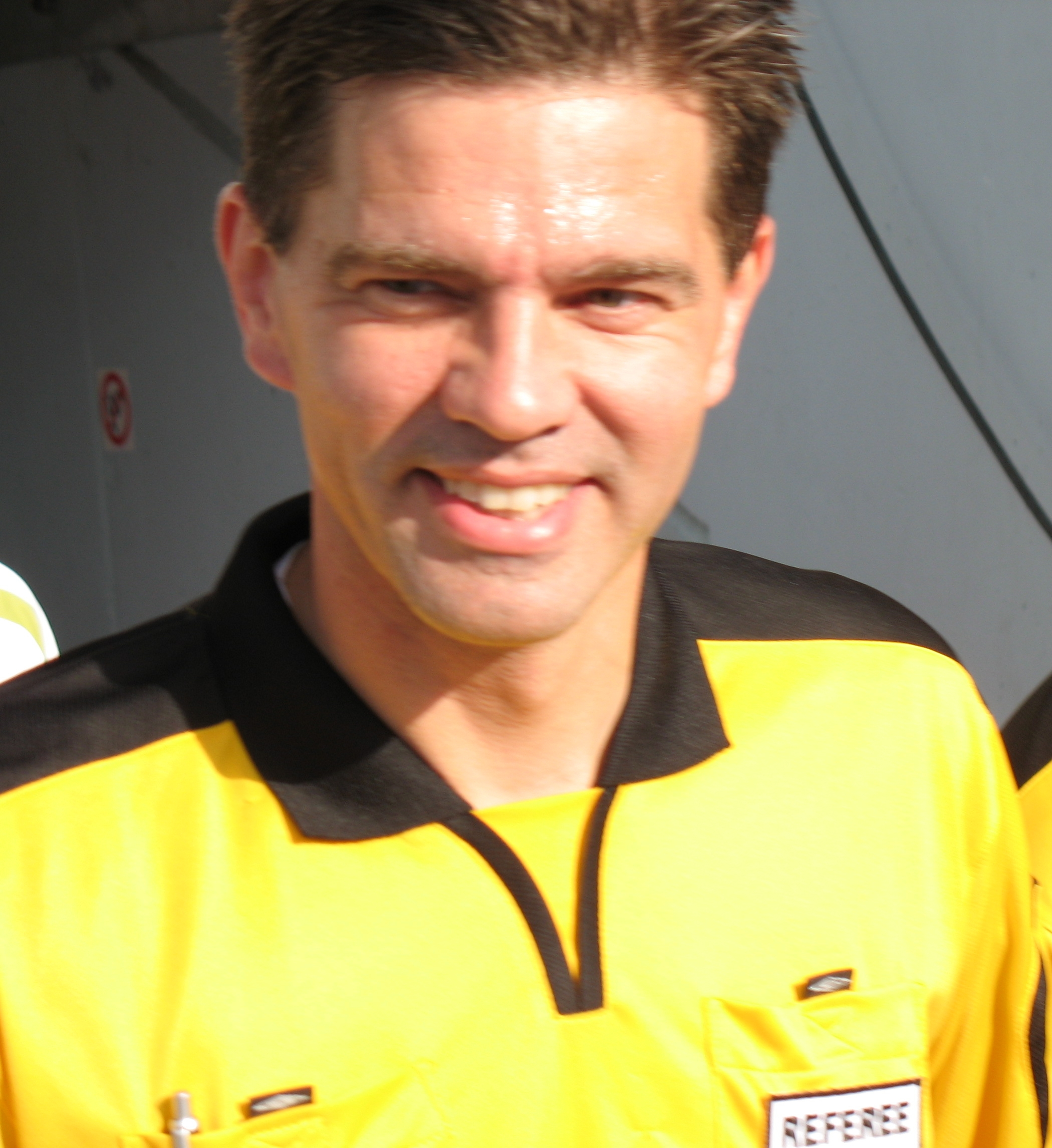
Terje Hauge är en av domarna

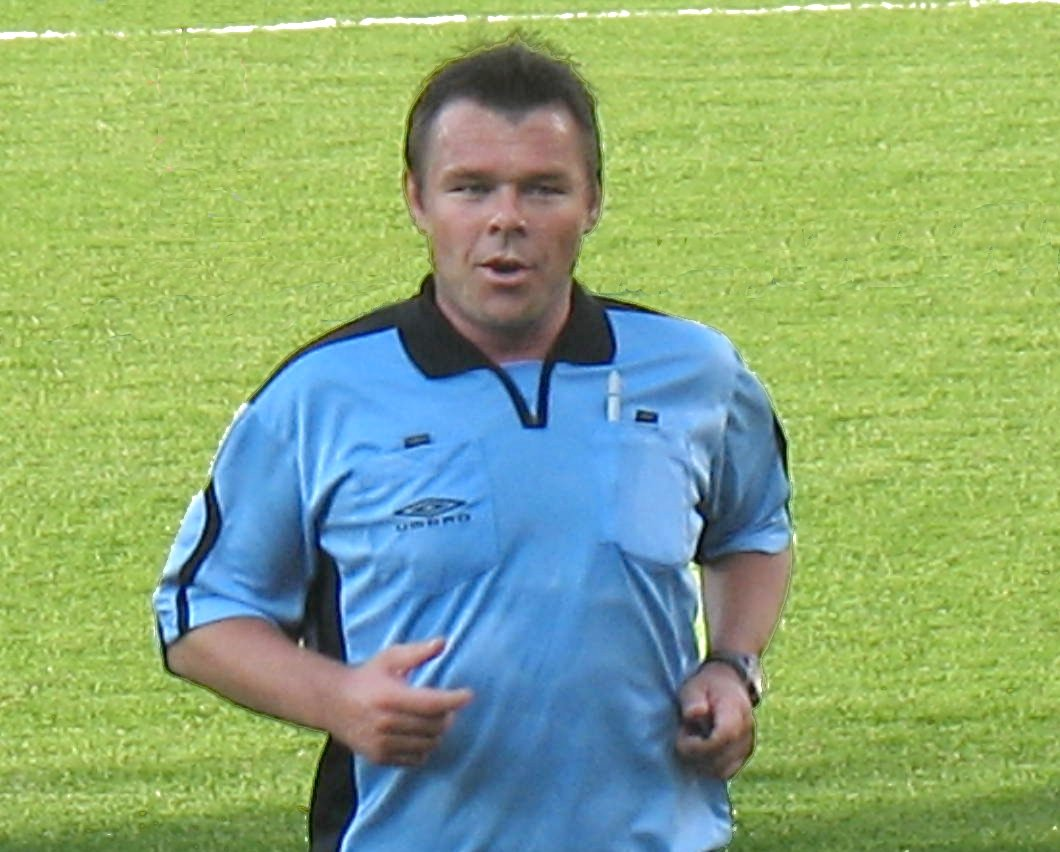
Per Ivar Staberg

Norges Fotballforbund beslutade att använda dessa domare under säsongen 2006:
| Domare               | Klubb           | Födelsedatum     |
| -------------------- | --------------- | ---------------- |
| Øyvind Alapnes       | Finnsnes        | 16 november 1976 |
| Kjell Alseth         | Stjørdals/Blink | 15 augusti 1960  |
| Espen Berntsen       | Vang            | 12 maj 1967      |
| Jonny Ditlefsen      | Mo              | 19 maj 1964      |
| Svein-Erik Edvartsen | Hamar           | 21 maj 1979      |
| Tom Harald Hagen     | Grue            | 1 april 1978     |
| Terje Hauge          | Olsvik          | 5 oktober 1965   |
| Kristoffer Helgerud  | Lier            | 22 november 1965 |
| Svein Oddvar Moen    | Haugar          | 22 januari 1979  |
| Roy Helge Olsen      | Våg             | 19 januari 1965  |
| Brage Sandmoen       | Kjelsås         | 22 mars 1967     |
| Tommy Skjerven       | Kaupanger       | 25 juli 1967     |
| Per Ivar Staberg     | Harstad         | 16 oktober 1969  |
| Kjetil Sælen         | Arna-Bjørnar    | 21 februari 1969 |
| Tom Henning Øvrebø   | Nordstrand      | 26 juni 1966     |

## Målskyttar
19 mål:
- Daniel Nannskog, Stabæk IF

18 mål:
- Veigar Páll Gunnarsson, Stabæk IF

17 mål:
- Steffen Iversen, Rosenborg BK

11 mål:
- Michael Mifsud, Lillestrøm SK
- Peter Ijeh, Viking FK
- Ole Martin Årst, Tromsø IL

10 mål:
- Robert Koren, Lillestrøm SK
- Andreas Tegström, Sandefjord

9 mål:
- Bengt Sæternes, SK Brann
- Jan Derek Sørensen, Vålerenga IF

8 mål:
- Simen Brenne, Fredrikstad FK
- Chinedu Ogbuke, FK Lyn
- Tommy Knarvik, Sandefjord

7 mål:

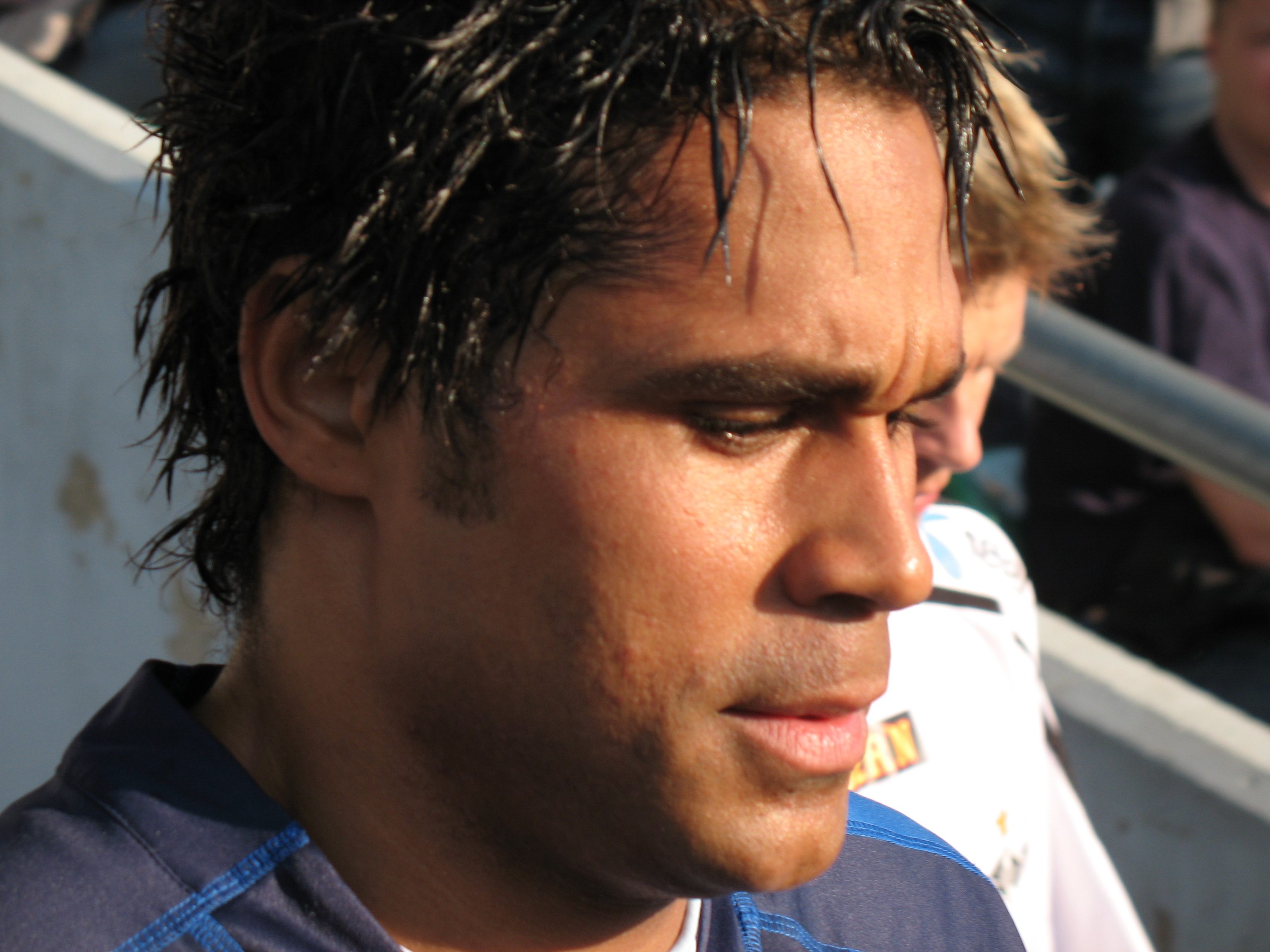
Daniel Nannskog, Stabæk

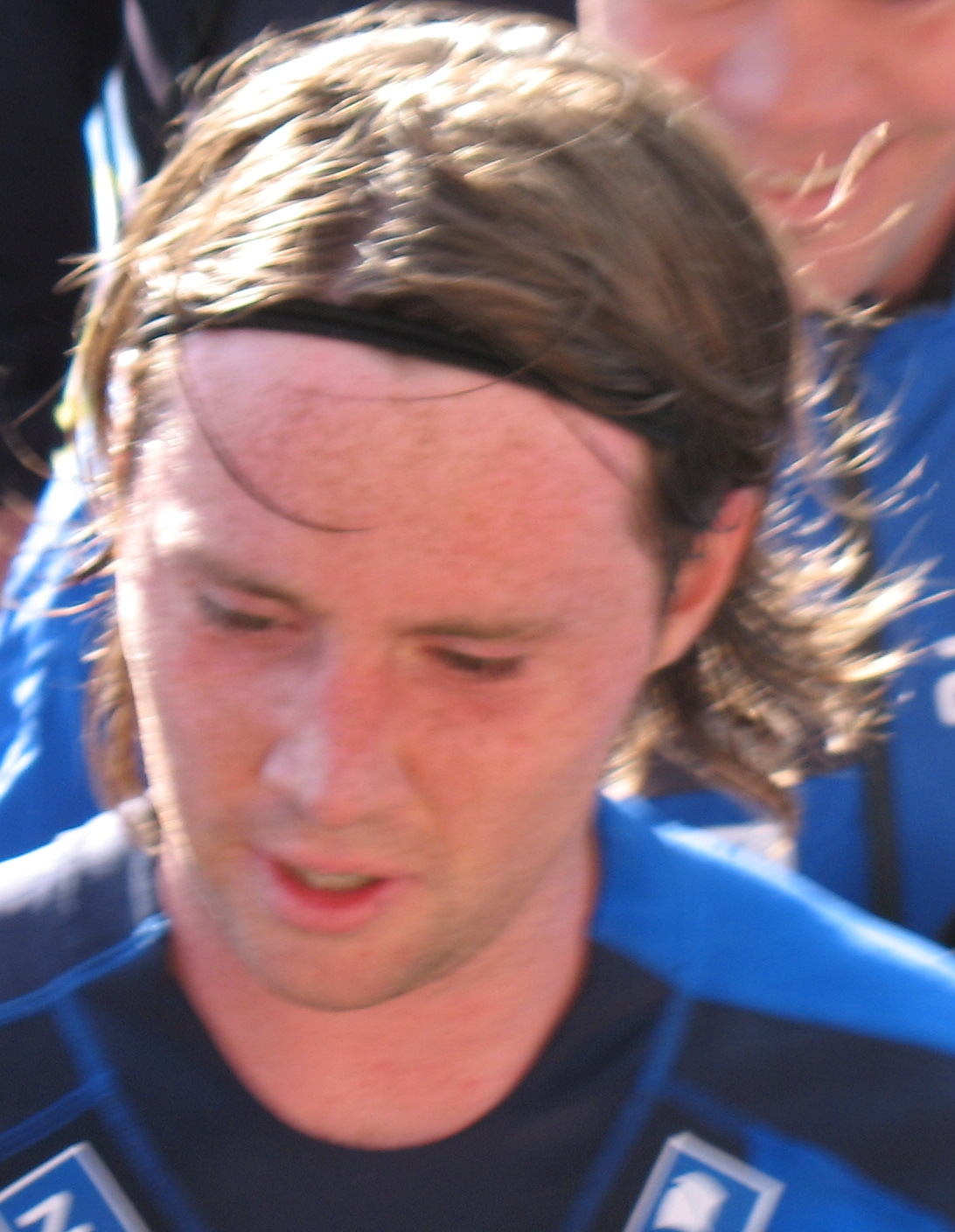
Veigar Páll Gunnarsson, Stabæk

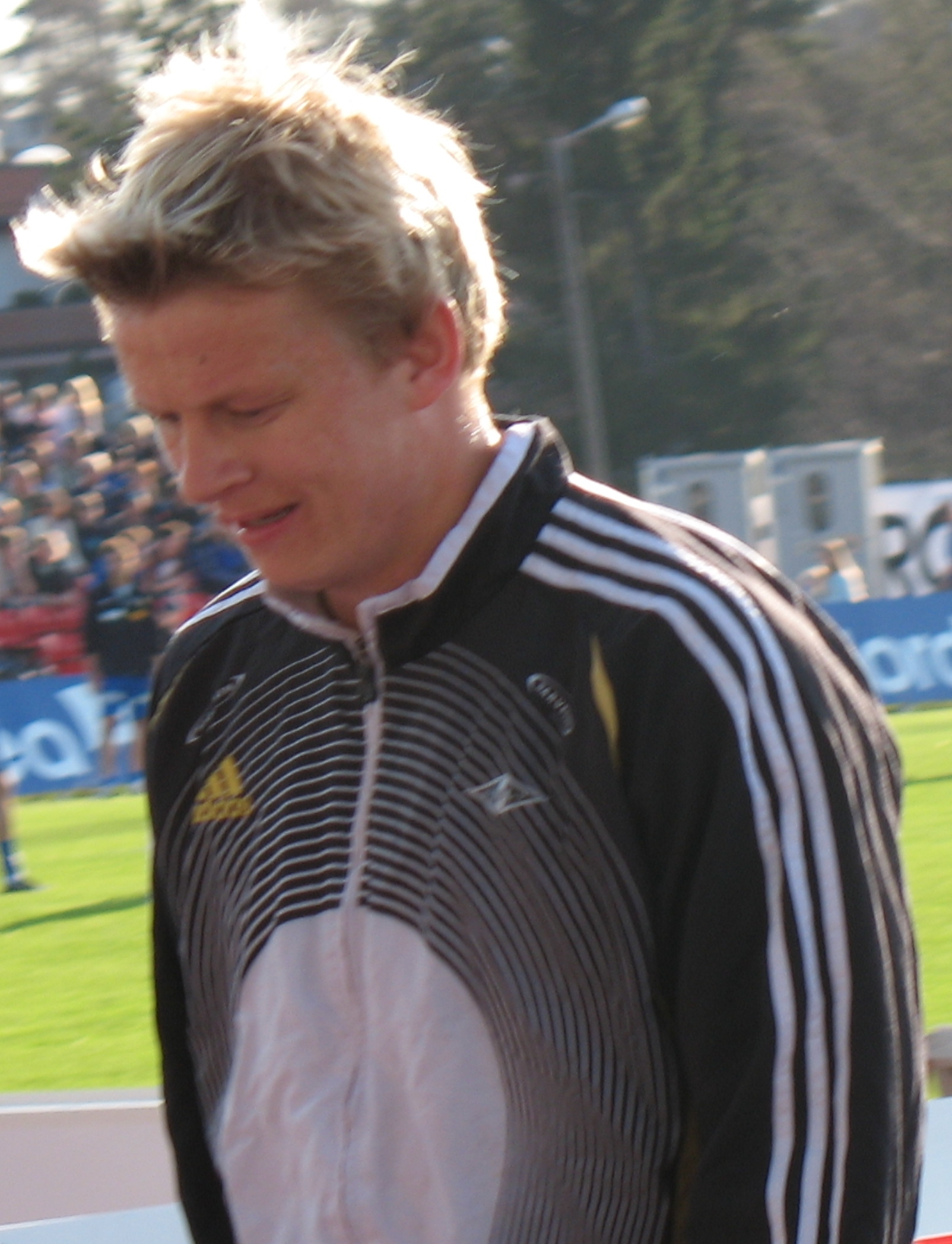
Steffen Iversen, Rosenborg

| - Robbie Winters, SK Brann - Olivier Occean, Lillestrøm SK - Arild Sundgot, Lillestrøm SK |  | - John Anders Bjørkøy, Fredrikstad FK - Sigurd Rushfeldt, Tromsø IL - Morten Berre, Vålerenga IF |

6 mål:
| - Charlie Miller, SK Brann - Mihály Tóth, Fredrikstad FK |  | - Espen Hoff, FK Lyn - Frode Johnsen, Rosenborg BK |

5 mål:
| - Tarik Elyounoussi, Fredrikstad FK - Oluwasegun Abiodun, Hamarkameratene - Roman Kienast, Hamarkameratene - Samuel Isaksen, Sandefjord - Pape Pate Diouf, Molde FK |  | - Per Nilsson, Odd Grenland - Fernando de Ornelas, Odd Grenland - Espen Ruud, Odd Grenland - David Nielsen, IK Start |

4 mål:
| - Raymond Kvisvik, Fredrikstad FK - Juha Pasoja, Hamarkameratene - Markus Ringberg, Hamarkameratene - Madiou Konate, Molde FK |  | - Marius Johnsen, IK Start - Toni Nhleko, Viking FK - Tore André Flo, Vålerenga IF - Freddy dos Santos, Vålerenga IF |

3 mål:
| - Thorstein Helstad, SK Brann - Petter Vaagan Moen, SK Brann - Kristjan Sigurdsson, SK Brann - Brian West, Fredrikstad FK - Tommy Øren, Hamarkameratene - Frode Kippe, Lillestrøm SK - Stefán Gíslason, FK Lyn - Magnus Powell, FK Lyn |  | - Daniel Berg Hestad, Molde FK - Magne Hoseth, Molde FK - Matej Mavrič, Molde FK - Tarjei Dale, Odd Grenland - Daniel Braaten, Rosenborg BK - Yssouf Kone, Rosenborg BK - Roar Strand, Rosenborg BK - Erik Mjelde, Sandefjord |  | - Inge André Olsen, Stabæk IF - Somen Tchoyi, Stabæk IF - Kristofer Hæstad, IK Start - Hans Åge Yndestad, Tromsø IL - Alexander Ødegaard, Viking FK - Daniel Fredheim Holm, Vålerenga IF - Allan Jepsen, Vålerenga IF - Jarl André Storbæk, Vålerenga IF |

2 mål:
| - Martin Andresen, SK Brann - Olafur Örn Bjarnason, SK Brann - Ramiro Corrales, Hamarkameratene - Marius Gullerud, Hamarkameratene - Rune Buer Johansen, Hamarkameratene - Knut Henry Haraldsen, Hamarkameratene - Balázs Nikolov, Hamarkameratene - Tomasz Sokolowski, FK Lyn - Jo Tessem, FK Lyn - Marcus Andreasson, Molde FK - Rob Friend, Molde FK - Olof Hvidén-Watson, Odd Grenland |  | - Christopher Joyce, Odd Grenland - Jacob Sørensen, Odd Grenland - Mikael Dorsin, Rosenborg BK - Marek Sapara, Rosenborg BK - Jan Gunnar Solli, Rosenborg BK - Øyvind Storflor, Rosenborg BK - Birger Madsen, Sandefjord - Adriano Munoz, Sandefjord - Fredrik Thorsen, Sandefjord - Alanzinho, Stabæk IF - Tom Stenvoll, Stabæk IF - Stefan Bärlin, IK Start |  | - Atle Roar Håland, IK Start - Jon Midttun Lie, IK Start - Alex Valencia, IK Start - Benjamin Kibebe, Tromsø IL - Lars Iver Strand, Tromsø IL - Allan Gaarde, Viking FK - Péter Kovács, Viking FK - Nikolai Stokholm, Viking FK - Christian Grindheim, Vålerenga IF - Ronny Johnsen, Vålerenga IF |

1 mål:
| - Helge Haugen, SK Brann - Migen Memelli, SK Brann - Trond Erik Bertelsen, Fredrikstad FK - Øyvind Hoås, Fredrikstad FK - Hans Erik Ramberg, Fredrikstad FK - Morten Bertolt, Hamarkameratene - Espen Olsen, Hamarkameratene - Magnus Myklebust, Lillestrøm SK - Anders Rambekk, Lillestrøm SK - Bjørn Helge Riise, Lillestrøm SK - Kasey Wehrman, Lillestrøm SK - Espen Søgård, Lillestrøm SK - Ezekiel Bala, FK Lyn - Tommy Berntsen, FL Lyn - Henrik Dahl, FK Lyn - Rasmus Daugaard, FK Lyn - Ahmad Elrich, FK Lyn - Kevin Larsen, FK Lyn - Dylan Macallister, FK Lyn - Magne Simonsen, FK Lyn - Marel Baldvinsson, Molde FK - Toni Kallio, Molde FK - Stian Ohr, Molde FK |  | - Petter Rudi, Molde FK - Petter Christian Singsaas, Molde FK - Trond Strande, Molde FK - Jan Tore Amundsen, Odd Grenland - Ali Gerba, Odd Grenland - Tuomo Könönen, Odd Grenland - Tommy Svindal Larsen, Odd Grenland - Thorstein Helstad, Rosenborg BK - Michael Kleppe Jamtfall, Rosenborg BK - Miika Koppinen, Rosenborg BK - Vidar Riseth, Rosenborg BK - Alexander Tettey, Rosenborg BK - Mikael Andersson, Sandefjord - Kari Arkivuo, Sandefjord - Arnar Førsund, Sandefjord - Ole Tobiasen, Sandefjord - Brian Waltrip, Sandefjord - Christian Keller, Stabæk IF - Henning Hauger, Stabæk IF - Bjørnar Holmvik, Stabæk IF - Jesper Jansson, Stabæk IF - Joakim Persson, Stabæk IF - Tommy Stenersen, Stabæk IF |  | - Bård Borgersen, IK Start - Geir Ludvig Fevang, IK Start - Steinar Pedersen, IK Start - Fredrik Strømstad, IK Start - Kristoffer Paulsen Vatshaug, IK Start - Janez Zavrl, IK Start - Bjarte Lunde Aarsheim, IK Start - Stephen Ademolu, Tromsø IL - Patrice Bernier, Tromsø IL - Thomas Hafstad, Tromsø IL - Yngvar Håkonsen, Tromsø IL - Ole Andreas Nilsen, Tromsø IL - Tore Reginiussen, Tromsø IL - Arash Talebinejad, Tromsø IL - Søren Berg, Viking FK - Birkir Bjarnason, Viking FK - Robert Mambo Mumba, Viking FK - Trygve Nygaard, Viking FK - Jone Samuelsen, Viking FK - Mohammed Fellah, Vålerenga IF - Alexander Mathisen, Vålerenga IF - Glenn Roberts, Vålerenga IF - Kjetil Wæhler, Vålerenga IF |